# Bromus parodii
Bromus parodii là một loài thực vật có hoa trong họ Hòa thảo. Loài này được Covas & Itria mô tả khoa học đầu tiên năm 1968.